# Райли, Джеймс Уиткомб
Джеймс Уиткомб Райли (англ. James Whitcomb Riley; 1849—1916) — американский поэт и обозреватель, ставший одним из самых известных и продаваемых писателей. При жизни был известен как «Hoosier Poet» и «Children’s Poet».

## Биография
Родился 7 октября 1849 года в городе Гринфилд, штат Индиана, и был третьим из шести детей Reuben Andrew Riley и его жены Elizabeth Marine. Его отец был адвокатом, и за год рождения Джеймса был избран членом Палаты представителей от демократической партии штата Индиана. У него сложилась дружба с Джеймсом Уиткомбом — губернатором Индианы, в честь которого он назвал своего сына. Дядя мальчика — Мартин Райли, был поэтом-любителем, который иногда писал стихи для местных газет; он и повлиял на ранний интерес племянника к поэзии.

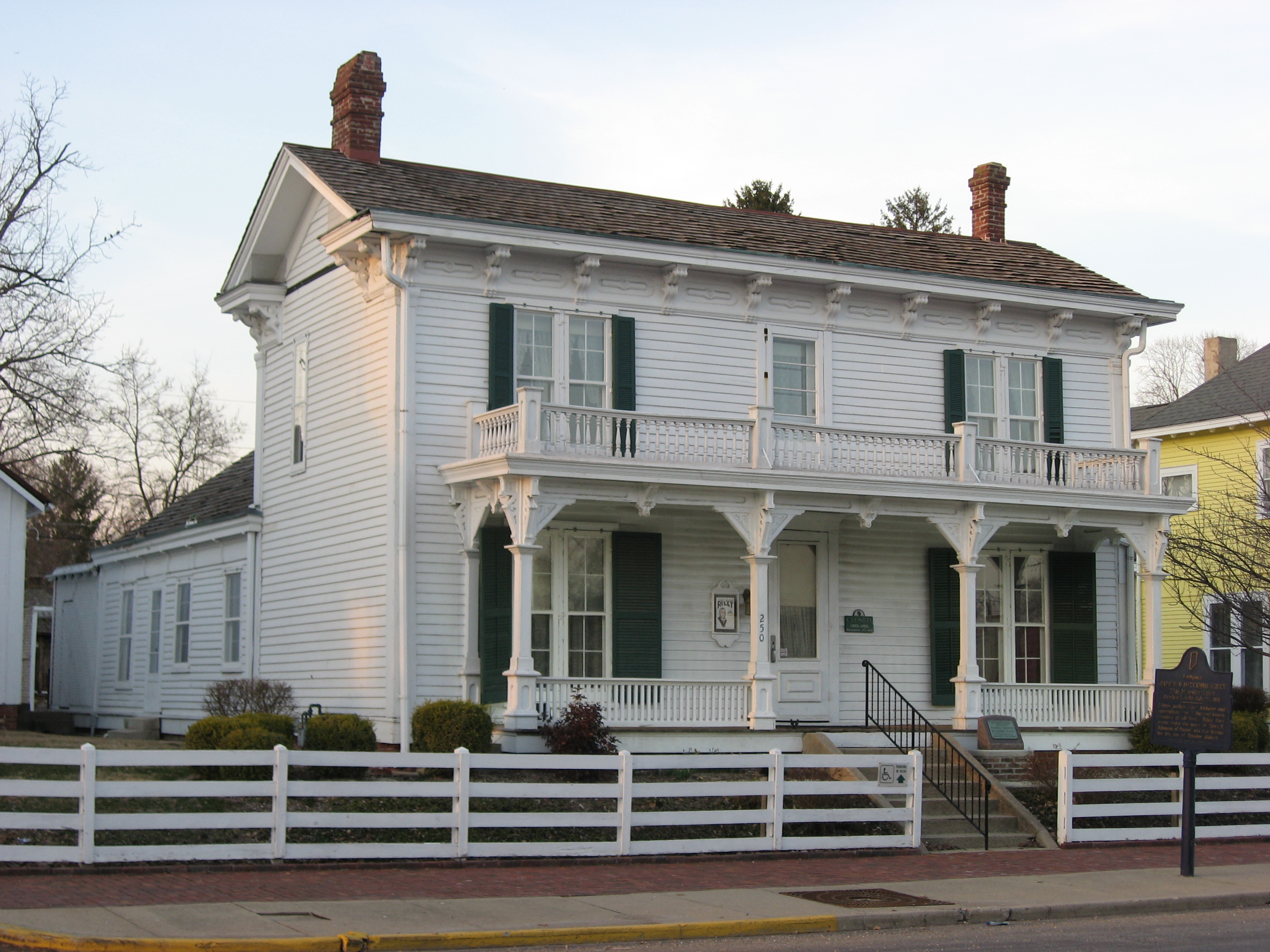
Дом Райли в Гринфилде, НРИМ

Вскоре после рождения Райли увеличившаяся семья переехала в более крупный дом в Гринфилде. В 1852 году его отдали на обучение в местную общинную школу, где Джеймс больше всего любил своего последнего учителя — Lee O. Harris, который заметил в ученике интерес к поэзии и чтению, призвав его развивать его. Джеймс учился в школе с перерывами и окончил восьмой класс только в 1869 году, когда ему было двадцать лет. В доме родителей жил, пока ему не исполнился двадцать один год.
Во время Гражданской войны в США отец Джеймса завербовался в Армию Союза, оставив жену управлять домом. Когда Джеймсу было десять лет, в его городе открылась первая библиотека; он стал посещать её и с раннего возраста у мальчика развилась любовь к литературе. Вместе со своими друзьями они проводили время в библиотеке, где библиотекарь читал им рассказы и стихи.
При помощи своей матери Джеймс начал создавать пьесы и спектакли, которые он и его друзья ставили в местном продуктовом магазине. Когда он стал старше, ребята назвали свою труппу Adelphians и начали выступать в крупных хозяйственных помещениях, собирая более широкую аудиторию. Этот период времени он описал в своих ранних стихотворениях, где называл себя «Jamesy». Многие первые стихи Джеймса сопровождались музыкальными ссылками. Не имея музыкального образования, он учился у отца игре на гитаре и у друга — на скрипке. Он выступал в двух местных музыкальных коллективах и настолько хорошо играл на скрипке, что его пригласили играть со взрослой группой музыкантов Freemasons.
Отец Райли вернулся с войны частично парализованным, он не смог продолжать свою работу, и вскоре семья оказалась в тяжёлом финансовом положении. Война оказала на него отрицательное психическое влияние; его отношения с семьёй быстро ухудшились. Он выступил против интереса сына к поэзии, призвав его найти другую работу. Семья обеднела, они были вынуждены в апреле 1870 года продать дом и вернуться на свою сельскую ферму. Мать смогла сохранить мир в семье, но скоро умерла от болезни сердца, в которой Джеймс винил отца, неспособного отца заботиться о ней в последние месяцы жизни. После 1870 года Джеймс пристрастился к алкоголю — с этой привычкой он боролся до конца жизни.
В ноябре 1870 года он покинул Гринфилд. Работал как продавец Библии в соседнем городе Rushville, штат Индиана. Несколько обеспечив себя, снова вернулся в Гринфилд, где в марте 1871 года начал учиться на художника. Открыл свой бизнес в Гринфилде, создавая вывески и таблички. Затем начал писать стихи, которые отправлял по почте своему брату, живущему в Индианаполисе, который в качестве его агента предлагал их газете Indianapolis Mirror. В июле 1872 года Райли занялся продажами от компании McCrillus, базирующейся в городе Андерсон, штат Индиана, которая распространяла лекарства на передвижных выставках по всему штату. Он снова начал посылать стихи своему брату с февраля 1873 года. Одновременно работал в предприятии, занимавшемся размещением рекламы на зданиях. В начале 1874 года он вернулся в Гринфилд, занявшись писательством на полный рабочий день. Сотрудничал с газетой Danbury News, штат Коннектикут, регулярно посылая свои стихи в редакцию. Но после закрытия газеты в 1875 году остался без платного издателя. В августе 1875 году снова занялся продажей лекарств от компании Wizard Oil Company.
В конце 1875 года Райли начал отправлять свои стихи известному американскому поэту Генри Лонгфелло, стремясь получить его одобрение, чтобы начать карьеру поэта. Также отправил подобные письма Джону Троубриджу и нескольким другим выдающимся писателям с просьбой об одобрении. Начал посылать стихи во многие газеты включая Indianapolis Journal — главную столичную газету Республиканской партии в Индиане. В феврале 1877 года ему предложили работу в качестве репортёра в Indianapolis Journal. Также регулярно отсылал свои работы в другие газеты, включая Anderson Democrat. В это время Райли познакомился в Андерсоне с Edora Mysers, но в брак так и не вступил. Следующие годы выдались трудными, Джеймс Райли был уволен из газеты и вернулся в Гринфилд, чтобы сосредоточиться на поэзии. Здесь он встретил Клэр Боттсфорд (Clara Louise Bottsford), бывшую воспитательницу в доме своего отца. Обнаружив много общего, особенно любовь к литературе, они встречались на протяжении следующих двенадцати лет, переживая разрывы, связанные с алкогольной зависимостью Джеймса.
Финансовое положение Райли не улучшалось несмотря на то, что он посылал свои стихи известным литературным журналам, включая Scribner’s Monthly. В январе 1878 года он присоединил к путешествующей лекционной группе, где мог читать свои поэтические произведения, получая за это какое-то вознаграждение. В августе 1878 года он работал у губернатора Индианы Джеймса Уильямса в качестве спикера на гражданских мероприятиях, читая свои стихи. В это время он опубликовал свою единственную пьесу «Flying Islands of the Night», которая получила положительные отзывы. После этого, в ноябре 1879 года, он получил должность обозревателя в Indianapolis Journal. Данная деятельность способствовала его знакомству с Морисом Томпсоном, американским романистом, с которым он начал дружить.
К 1880 году стихи Джеймса Райли начали публиковаться на национальном уровне и получали положительные отзывы. Не прекращая употребление алкоголя, по настоянию Мориса Томпсона, вновь попытался бросить эту привычку, но смог выдержать лишь несколько месяцев. Переехав в конце 1879 года в Индианаполис, продолжил сотрудничество с Indianapolis Journal, вёл собственную колонку, начал дружить с политиком Юджином Дебсом. Некоторое время использовал псевдоним «Jay Whit», возобновил отношения с Клэр Боттсфорд, но их отношения так и остались нестабильными. Боттсфорд хотела выйти за него замуж, но Райли отказался. Продолжая туры своих выступлений по Индиане, в августе 1880 года он был приглашён в Asbury University в Кентукки, где обрёл влиятельных знакомых и покровителей. Получив успех на Среднем Западе, был приглашён для совершения тура по восточному побережью США, начав его в феврале 1882 года с Бостона. В Массачусетсе он лично встретился с Лонгфелло, написав о ней после его смерти. Лонгфелло призвал Райли сосредоточиться на поэзии, дав некоторые полезные советы. Журнал The Century Magazine стал публиковать его труды. Компания Merrill, Meigs & Company (позже переименованная в Bobbs-Merrill Company) выпустила в 1883 году его первую книгу, популярность которой потребовала повторного издания.
Доход от книги позволил Райли отойти от напряжённого графика работы. Он стал писать меньше, но качественнее. Снова возобновил отношения с Боттсфорд в 1883 году, которые прекратились окончательно в начале 1885 года, когда Клэр убедилась в связях Джеймса с другими женщинами. В 1884 году Райли совершил ещё один тур выступлений по крупным городам на востоке США, после чего начал готовить к изданию вторую книгу поэзии. Работая над книгой, он неожиданно был приглашён Джеймсом Пондом, агентом многих лекторов, присоединиться к шоу ста ночей в Нью-Йоркеу, которое включало многих известных писателей. Однако это выступление не состоялось из-за несогласованности условий контракта с бюро Redpath Bureau.
Джеймс Уиткомб Райли стал одним из основателей ассоциации Western Association of Writers. Вместе с Лью Уоллесом, привлёк для участия в ней многих других писателей, количество которых в 1885 году достигло более ста человек. На встрече в июле этого года они провели свою первую встречу, где Морис Томпсон был назначен президентом, а Райли — вице-президентом. Через ассоциацию Райли познакомился с большинством известных писателей на Среднем Западе США. В октябре 1887 года ассоциация вместе с другими писателями обратились к Конгрессу США с просьбой попытаться обсудить международные договоры по защите американских авторских прав за рубежом. Эта группа писателей стала известна как International Copyright League и имела значительный успех в своих усилиях. Во время одной из встреч лиги в Нью-Йорке, Райли был поражён параличом Белла. Он восстановился через три недели и уединился, чтобы скрыть последствия болезни, которые, по его мнению, были вызваны алкогольной зависимостью. Райли предпринял очередную попытку прекратить употребление алкоголя, но вскоре вновь вернулся к ней. После выздоровления, писатель остался ненадолго в Нью-Йорке для участия в шоу с другими писателями в Chickering Hall, на котором перед своим выступлением он был представлен Джеймсом Лоуэллом. Поэзия Райли была поддержана газетой The New York Sun. К нему начала приходить слава поэта.
Вернувшись домой из своего тура в начале 1888 года, Райли закончил третью книгу под названием «Old-Fashioned Roses», ставшую его самой любимой. Она была адресована британскому читателю и опубликована в престижном издательстве Longman с высоким качеством печати и переплёта. В конце 1888 года он закончил работу над четвёртой книгой — «Pipes o' Pan at Zekesbury», выпущенной в США и хорошо принятой. Райли быстро богател, заработав почти $20,000 в 1888 году. Ему больше не нужна была работа в газетах и журналах, которую он оставил в конце этого же года.
В марте 1888 года Райли отправился в Вашингтон, округ Колумбия, где обедал по приглашению президента Гровера Кливленда в Белом доме с другими членами International Copyright League. На этом мероприятии Райли сделал доклад, который понравился президенту и тот пригласил поэта на закрытую встречу, во время которой двое мужчин обсуждали темы культуры. В этом же году во время президентской избирательной кампании знакомый Райли — Бенджамин Гаррисон был выдвинут кандидатом от республиканцев. Хотя избегал политики большую часть своей жизни, он лично поддержал Гаррисона и участвовал в мероприятиях по сбору средств на его предвыборную кампанию. В штате Индиана кампания была весьма предвзятой и в этой атмосферу Джеймс Ралли поклялся никогда больше не вмешиваться в политику. После избрания Гаррисона президентом США, он предложил присудить Райли звание поэта-лауреата США, но конгресс не поддержал его кандидатуру. Несмотря на это Джеймс продолжал дружить Гаррисоном и несколько раз посетил его в Белом доме, выступая на гражданских мероприятиях.
В 1888 и 1889 годах Райли принял участие в двух национальных турах. Однако из-за финансовых разногласий в ноябре 1889 года он отменил несколько выступлений и снова впал в алкоголизм. В результате юридических тяжб против Райли поднялась волна в прессе и он уехал в Индианаполис. Ему предъявили иск, но в результате Райли расторг контракт на выступления и стал свободным агентом.
Поэзия Райли стала известной и популярной в Британии. В мае 1891 года он отправился в Англию, чтобы совершить экскурсию по стране, назвав её литературным паломничеством. Он приехал в Ливерпуль, затем отправился в Дамфрис, Шотландия, где был похоронен Роберт Бёрнс. После этого он посетил Эдинбург, Йорк и Лондон. Августин Дейли организовал для него встречи с известными британским актёрам в Лондоне. Здесь он был хорошо встречен литературным и театральным сообществом, осмотрел места, связанные с Шекспиром. Заскучав по дому, не окончил своего путешествия и вернулся в США. К этому времени Джеймс Райли создал и опубликовал почти все свои знаменитые поэтические произведения, которые в целом были хорошо восприняты публикой.

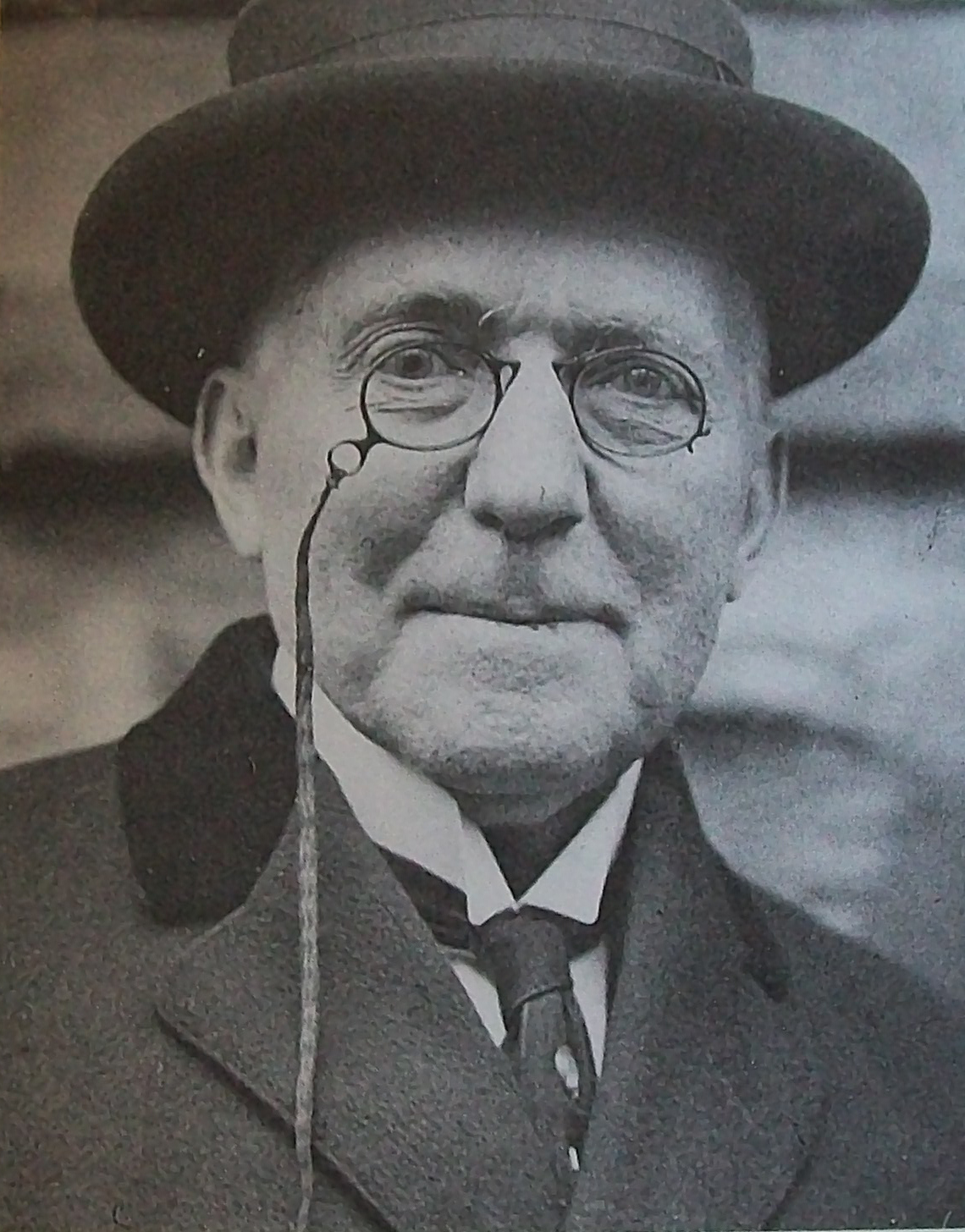
Джеймс Райли в день рождения 1913 года

Хотя Райли уже был богат за счёт своих книг, он смог существенно увеличить своё состояние за счёт продолжавшихся литературных чтений (туров). Места его выступлений были географически достаточно разнообразны, чтобы поддерживать популярность во всех регионах страны. Он стал выступать только четыре раза в неделю, и проводил туры, длящиеся всего три месяца. В 1893 году он читал лекции и свои произведения в западных штатах, в 1894 году — в восточных штатах США. В 1894 году выступал вместе с Дугласом Шерли — журналистом, поэтом и миллионером. В 1895 году Джеймс Райли совершил свой последний тур, сделав остановки в большинстве крупных городов Соединённых Штатов. Объявив этот тур как его заключительное выступление, он создал невероятный спрос на билеты — это была его самая большая аудитория за всё время выступлений.
После смерти отца в 1894 году, Райли сожалел о своём выборе не жениться и не иметь детей. Чтобы компенсировать нехватку собственных детей, он стал любящим дядей, осыпая подарками своих племянниц и племянников. Он выкупил дом своего детства и с 1893 года разрешил в нём жить своим сёстрам и их детям. Своего племянника Edmund Eital он взял на работу в качестве личного секретаря и в 1912 году подарил ему на свадьбу $50,000. Сам писатель с 1893 года вернулся жить под Индианаполис в частном доме в районе Локерби. Он дружил с семьями своих домовладельцев, а его дом стал любимым местом для местных школьников, которым Райли регулярно читала стихи и рассказывала истории. Он стал собирать наиболее интересные для детей стихи для своей новой книге «Rhymes of Childhood». Она была богато иллюстрирована Говардом Кристи и стала самой продаваемой книгой Райли, разошедшейся миллионным тиражом.

### Болезнь и смерть
В 1901 году диагностировали у Райли неврастению и рекомендовали длительные периоды отдыха в качестве лекарства. Он страдал ею до конца жизни. Зимние месяцы он проводил в Майами, штат Флорида, а летом проводил время со своей семьёй в Гринфилде. Он совершил всего несколько поездок в течение последних лет жизни, в том числе однажды в Мексику в 1906 году. Поэт был подавлен своим состоянием, писал своим друзьям, что может умереть в любой момент и часто употреблял алкоголь для облегчения. В марте 1909 года он был во второй раз поражён параличом Белла, получив частичную глухоту. 10 июля 1910 года он перенёс инсульт, который парализовал правую сторону его тела. Райли не смог работать правой рукой, что послужило его дальнейшему угнетению. К 1913 году с помощью трости писатель начал восстанавливать свою способность ходить.

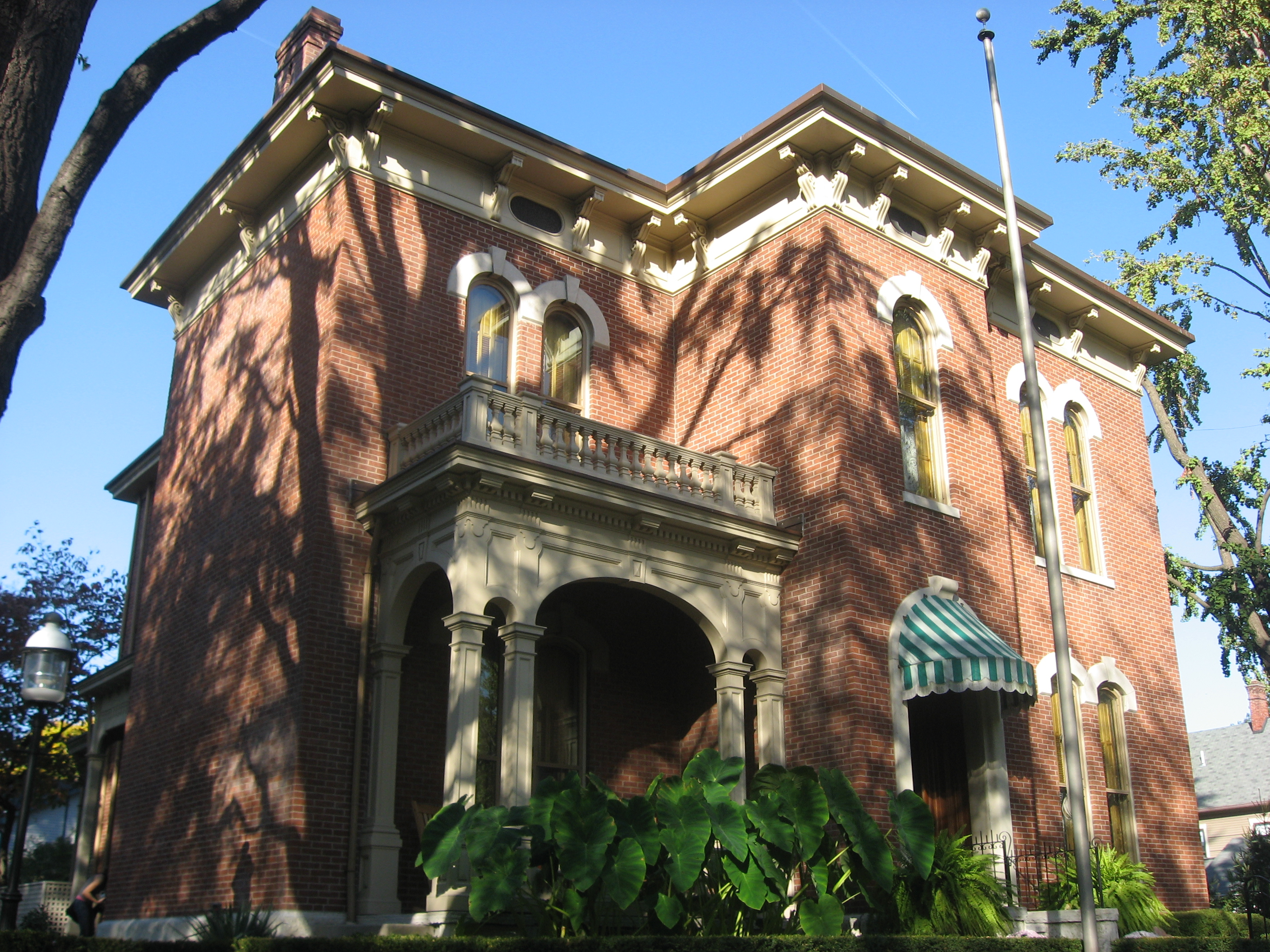
James Whitcomb Riley House

Умер 22 июля 1916 года в городе Индианаполис, штат Индиана, в результате второго инсульта. Был похоронен с большими почестями на городском кладбище Crown Hill Cemetery.
В течение года после смерти Джеймса Уиткомба Райли в его честь было создано множество мемориалов, в том числе несколько мемориальных ассоциаций. В 1924 году детский госпиталь имени Райли был создан группой богатых благотворителей. В последующие годы были созданы другие мемориалы, предназначенные для детей, включая Camp Riley для молодёжи с ограниченными возможностями. Мемориальный фонд приобрёл дом поэта Локерби и в настоящее время поддерживает его как музей. Его родной дом, в настоящее время — James Whitcomb Riley House, сохранился как историческое место. Транспортный корабль класса «Либерти», введённый в эксплуатацию 23 апреля 1942 года, названный его именем — SS James Whitcomb Riley, прослужил по 1971 год. В честь великого поэта были названы многие американские школы. В 1940 году почтовая служба США выпустила 10-центовую марку в его честь.

## Признание
Заработав авторитет за счёт своих поэтических туров, Джеймс Райли стал постоянным оратором на Днях поминовения и выступал с поэзией перед открытием памятников в Вашингтоне. Газеты стали называть его «Национальным поэтом», «Поэтом — лауреатом Америки» и «Народным поэтом-лауреатом». Он создал многие стихи на патриотическую тему; его поэма «America, Messiah of Nations» была написана и прочитана при открытии памятника Монумент солдатам и морякам в Индианаполисе.
В 1897 году издатели предложили Райли выпустить многотомную серию книг, содержащую его полные прижизненные работы. Он начал эту работу с помощью своего племянника и в конечном итоге она завершилась 16-томным изданием в 1914 году. Такие издания при жизни писателей были редкостью и свидетельствуют о незаурядной популярности Райли. Некоторые университеты начали предлагать ему почётные степени. Первым был Йельский университет в 1902 году, в 1904 году докторскую степень по литературе (Doctor of Letters) присвоил Пенсильванский университет. Wabash College и Индианский университет удостоили его подобных наград. 
В 1908 году Джеймс Уиткомб Райли был избран членом Американской академии искусств и литературы, а в 1912 году она вручили ему специальную медаль за его поэзию. В этом же году губернатор Индианы учредил «День Райли» в день рождения поэта. В школах штата детям читались стихи Райли, торжественные мероприятия проводились по всей Индиане. В 1915 и 1916 годах празднование дня его рождения было национальным праздником в большинстве Америки.
Джеймс Райли стал образом для трёх картин Теодора Стила. Ассоциация искусств Индианаполиса заказала портрет Райли, который был создан известным художником Джоном Сарджентом.

Память
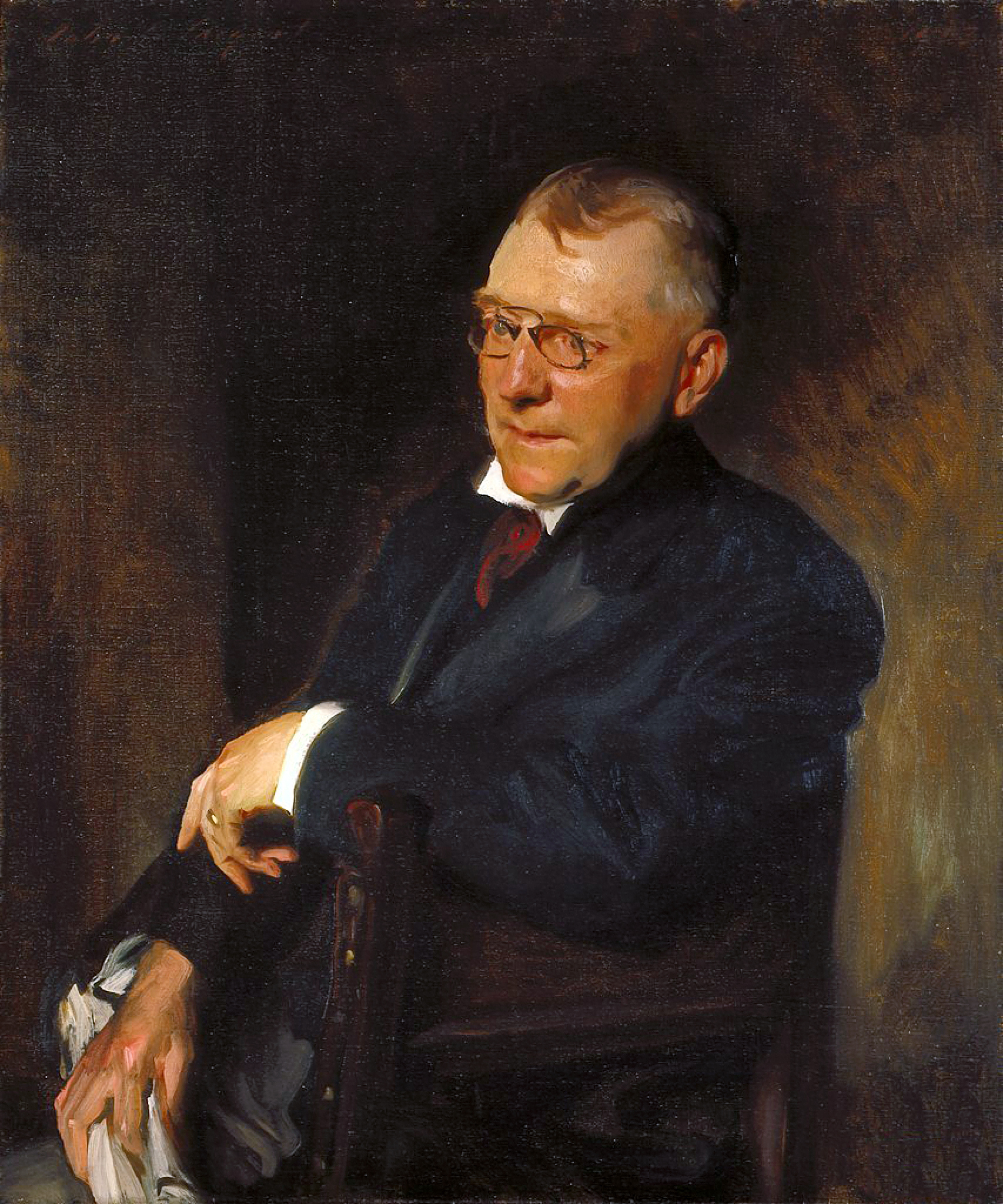
Портрет работы Джона Сарджента, 1903 год
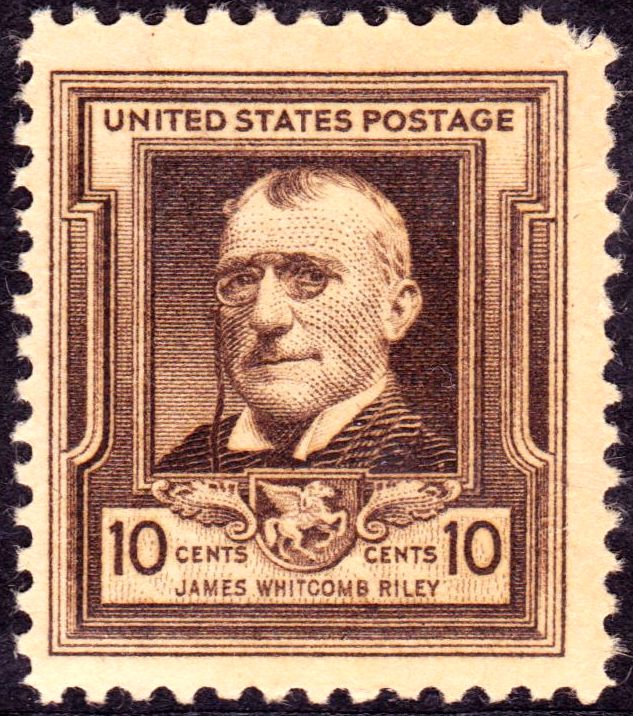
Почтовая марка США, 1940 год
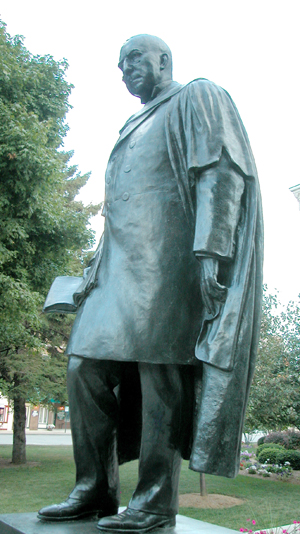
Памятник работы Майры Ричардс в Гринфилде, 1918 год

## Интересный факт
Джеймсу Уиткомбу Райли приписывают авторство следующей фразы:

Когда я вижу птицу, которая ходит как утка, плавает как утка и крякает как утка, я называю эту птицу уткой.
Оригинальный текст (англ.)When I see a bird that walks like a duck and swims like a duck and quacks like a duck, I call that bird a duck.